# Virbhadra
Virbhadra là một thị xã của quận Dehradun thuộc bang Uttarakhand, Ấn Độ.

## Nhân khẩu
Theo điều tra dân số năm 2001 của Ấn Độ, Virbhadra có dân số 13.271 người. Phái nam chiếm 52% tổng số dân và phái nữ chiếm 48%. Virbhadra có tỷ lệ 81% biết đọc biết viết, cao hơn tỷ lệ trung bình toàn quốc là 59,5%: tỷ lệ cho phái nam là 86%, và tỷ lệ cho phái nữ là 75%. Tại Virbhadra, 8% dân số nhỏ hơn 6 tuổi.